# Канадская государственная служба кинематографии
Канадская государственная служба кинематографии, или Канадское национальное управление кинематографии (англ. National Film Board of Canada, NFB), — продюсерская и дистрибьютерская организация, поддерживающая развитие кинематографа Канады.
Согласно определению, выдвинутому в 2000 году, «магистральной задачей NFB является создание и распространение аудио-визуальных произведений, которые затрагивают темы, интересующие канадскую аудиторию и международные рынки, а также способствуют обсуждению и полемике на эти темы; произведений, которые исследует творческий потенциал аудио-визуальных медиа и заслуживают национальное и международное признание своим уровнем, актуальностью и новаторством».

## История
Создана в 1939 году в Оттаве, с 1956 года штаб-квартира организации расположена в Монреале, округ Сен-Лоран.
Со вступлением Н. Макларена в 1941 году, NFB начала уделять внимание поддержке анимационного творчества.